# Mariano Miño
Alan Mariano Miño (Mercedes, 28 marzo 1994) è un calciatore argentino, centrocampista del Quilmes.

## Caratteristiche tecniche
È un trequartista.

## Statistiche

### Presenze e reti nei club
Statistiche aggiornate al 29 aprile 2018.
| Stagione        | Squadra         | Campionato      | Campionato | Campionato | Coppe nazionali | Coppe nazionali | Coppe nazionali | Coppe continentali | Coppe continentali | Coppe continentali | Altre coppe | Altre coppe | Altre coppe | Totale | Totale | Totale |
| Stagione        | Squadra         | Comp            | Pres       | Reti       | Comp            | Pres            | Reti            | Comp               | Pres               | Reti               | Comp        | Pres        | Reti        | Pres   | Reti   |        |
| --------------- | --------------- | --------------- | ---------- | ---------- | --------------- | --------------- | --------------- | ------------------ | ------------------ | ------------------ | ----------- | ----------- | ----------- | ------ | ------ | ------ |
| 2016-2017       | Boca Unidos     | BN              | 28         | 3          | CA              | 0               | 0               |                    | -                  | -                  |             | -           | -           | 28     | 3      |        |
| 2017            | Sud América     | PD              | 10         | 2          |                 | -               | -               |                    | -                  | -                  |             | -           | -           | 10     | 2      |        |
| 2018            | Toronto FC II   | USL             | 2          | 0          |                 | -               | -               |                    | -                  | -                  |             | -           | -           | 2      | 0      |        |
| 2018            | Toronto FC      | MLS             | 1          | 0          | CC              | 0               | 0               |                    | -                  | -                  |             | -           | -           | 1      | 0      |        |
| Totale carriera | Totale carriera | Totale carriera | 41         | 5          |                 | 0               | 0               |                    | -                  | -                  |             | -           | -           | 41     | 5      |        |